# Por favor, mátame
Por favor, mátame es un libro escrito por Legs McNeil y Gillian McCain en 1996 que narra la historia del punk a través de multitud de entrevistas personales a muchos de sus protagonistas. Comienza en Nueva York en 1966 con Velvet Underground. El libro luego sitúa la narración en Detroit y el Reino Unido para explicar los orígenes del movimiento punk.

## Grupos que aparecen en el libro
- Velvet Underground
- MC5
- The Stooges
- Patti Smith
- New York Dolls
- Ramones
- Television
- The Clash
- Sex Pistols
- Richard Hell & The Voidoids
- the Heartbreakers
- Dead Boys